# بواژیوویتسه (شهرستان کنجژن-کوژله)
بواژیوویتسه (به لهستانی:  Błażejowice) یک روستا در لهستان است که در گمینا چیسک واقع شده‌است. بواژیوویتسه ۲۷۰ نفر جمعیت دارد.

## نگارخانه

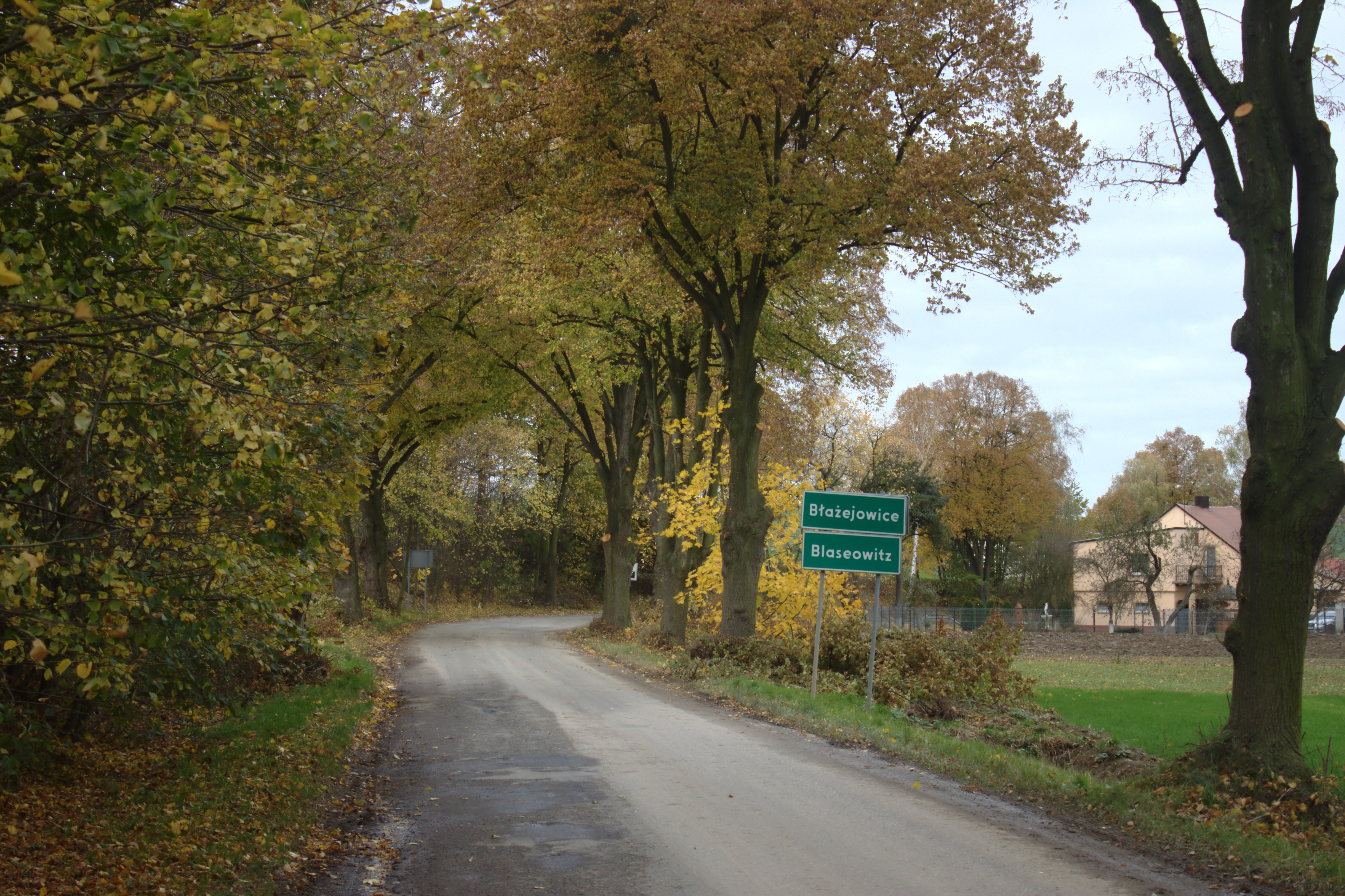
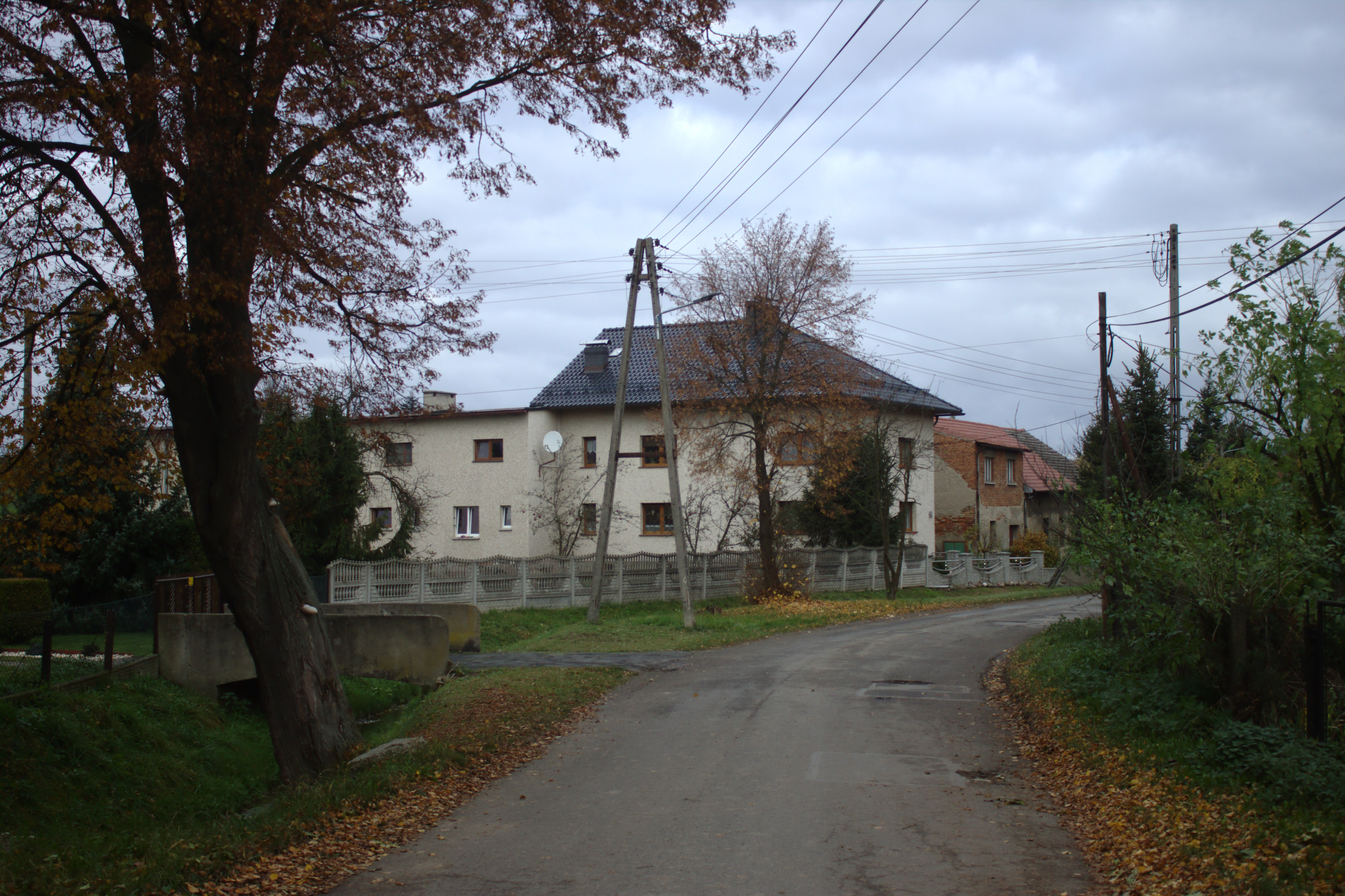
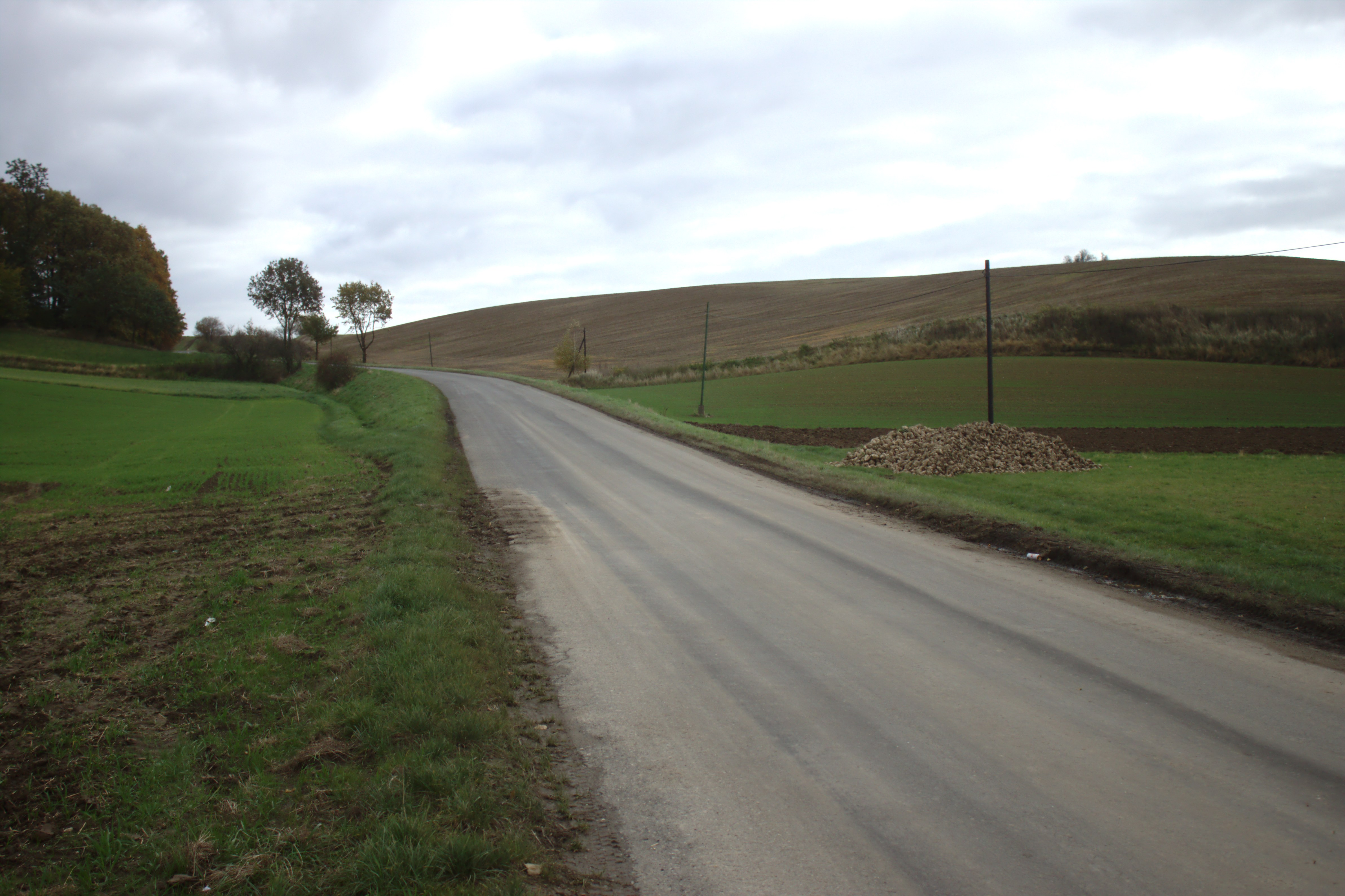